# 有明清掃工場
有明清掃工場（ありあけせいそうこうじょう）は、東京都江東区有明二丁目にある東京二十三区清掃一部事務組合の清掃工場。

## 概要
埋め立て地である有明に整備された。発生した余熱を有明スポーツセンターに供給している。
煙突の高さは140mである。煙突にはライトが埋め込まれており、光る点が線を描き時刻を表示している。

## 歴史
- 1991年（平成3年） - 工場着工。仮称は臨海副都心清掃工場であった。
- 1995年（平成7年） - 工場竣工。